# Íxion

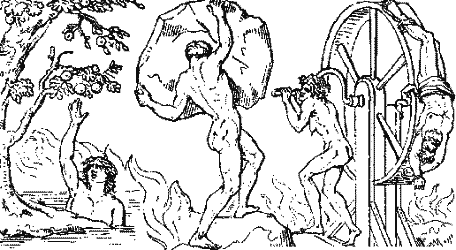
Tântalo, Sísifo e Íxion

Íxion, na mitologia grega, era filho de Perimene e de Flégias, e irmão de Coronis. Era pai de Pirítoo, amigo de Teseu de Atenas. Sabe-se que era rei dos lápitas na Tessália. É considerado o pai dos centauros, fruto da união com Néfele, a nuvem moldada por Zeus, semelhante à Deusa Hera. Depois de blasfemar contra o rei do Olimpo, Íxion foi morto por Zeus e foi mandado para o submundo, onde — por punição — foi amarrado a uma roda e queimado por toda a eternidade.